# 阿马尔菲海岸
阿马尔菲海岸（意大利语：Costiera Amalfitana）是意大利南部萨莱诺省索伦托半岛南侧的一段海岸线，西面到波西塔诺，东面到海上薩雷諾。沿着阿马尔菲海岸的城镇有薩雷諾、滨海维耶特里、切塔拉、马奥莱、米诺利、拉韦洛、斯卡拉、阿特拉尼、阿马尔菲、孔卡代马里尼、富羅雷、普莱亚诺和波西塔诺。 
阿马尔菲海岸以其崎岖的地形，如画的美景，城镇的独特和多样性，被联合国教科文组织列为世界遗产。

## 名胜
- 阿马尔菲主教座堂
- 波西塔诺圣母升天教堂 (Church of Santa Maria Assunta, Positano)

## 交通

### 海运
各城镇和那不勒斯港，萨勒诺，索伦托等地有渡轮相通。海运是这一地带的传统交通方式，也是对游客来说最方便的方式。

### 巴士
可乘坐拥挤的巴士在各城镇间的狹窄山路间穿行，以及往返阿玛菲机场。

### 自驾
可自驾在山路间穿行，但需要购买限行区的通行权。

### 空运
萨莱诺阿马尔菲海岸机场是最近的机场，而那不勒斯國際機場则是远程航班的主要门户。

## 文艺作品
- 美国作家约翰·史坦贝克的《波西塔诺》（1953年）描绘了这一地区。
- 电影《托斯卡纳艳阳下》。